# Соня Баева
Соня Василева Баева е българска литературна историчка.

## Биография
Родена е 30 септември 1917 година в София. Завършва специалност „Славянска филология“ в Софийския университет. От 1951 година работи в Института за литература при БАН като научен сътрудник II степен. От 1960 година е научен сътрудник I степен, а от 1972 година и старши научен сътрудник II степен. Сред основните теми на научните ѝ интереси е творчеството на Петко Славейков, както и възрожденската литература в цялост.
Умира на 22 юни 1987 година.